# Pseudacanthocanthopsis
Pseudacanthocanthopsis is een geslacht van eenoogkreeftjes uit de familie van de Chondracanthidae. De wetenschappelijke naam van het geslacht is voor het eerst geldig gepubliceerd in 1959 door Yamaguti & Yamasu.

## Soorten
- Pseudacanthocanthopsis apogonis Yamaguti & Yamasu, 1959
- Pseudacanthocanthopsis bicornutus (Shiino, 1960)
- Pseudacanthocanthopsis rohdei Ho & Dojiri, 1976
- Pseudacanthocanthopsis secunda Yamaguti & Yamasu, 1960